# هنري ويلسون
هنري ويلسون (بالإنجليزية: Henry Wilson)‏ واسمه عند الولادة جيرميا جونز كولباث (16 فبراير 1812 - 22 نوفمبر 1875) هو نائب الرئيس الثامن عشر للولايات المتحدة (1873-1875) وسيناتور من ماساتشوستس (1855-73). كان أحد الجمهوريين البارزين قبل الحرب الأهلية الأمريكية وخلالها، وكان معارضا قويا للعبودية. كرس طاقاته لتدمير «قوة الرقيق» – أو فريق أصحاب العبيد وحلفائهم السياسيين الذين اعتبرهم الأميركيون المناهضون للرق قوة مسيطرة على البلاد.
كان ويلسون في الأصل ضمن حزب الويغ، وكان من مؤسسي حزب الأرض الحرة في عام 1848. شغل منصب رئيس الحزب قبل وأثناء الانتخابات الرئاسية عام 1852. عمل ويلسون بجد لبناء تحالف مناهض للرق، وشمل حزب الأرض الحرة، والديمقراطيين المناهضين للرق، وحزب نيويورك بارنبيرنرز، وحزب الحرية، وكلك مناهضي الرق داخل الحزب الأمريكي الأصلي (لا أدري) وداخل حزب الويغ (وكانوا يدعون الويغ أصحاب الضمير). عندما تم حل حزب الأرض الحرة في منتصف عقد 1850، انضم ويلسون إلى الحزب الجمهوري الذي ساعد في تأسيسه، والذي تم تنظيمه من التحالفات المناهضة للرق التي رعاها في أربعينات وخمسينات القرن التاسع عشر.
اعتبر ويلسون «جمهوريا راديكاليا» عندما كان عضوا في مجلس الشيوخ خلال الحرب الأهلية الأمريكية، واستعان بخبرته كلواء على الميليشيا ومنظم وقائد لفوج في جيش الاتحاد ورئيس اللجان العسكرية في مجلس الشيوخ لمساعدة إدارة أبراهام لينكون في تنظيم ومراقبة جيش وبحرية الاتحاد. كما نجح ويلسون بوضع قوانين تحظر الرق في واشنطن العاصمة، وأدرج الأميركيين الأفارقة في جهود الحرب الأهلية للاتحاد في عام 1862.
وبعد الحرب الأهلية، دعم البرنامج الجمهوري الراديكالي لإعادة الإعمار. انتخب من قبل الحزب في عام 1872 نائبا للرئيس يوليسيس غرانت الذي ترشح لرئاسة الولايات المتحدة لفترة ثانية. نجح ترشيح غرانت وويلسون في الانتخابات، وشغل ويلسون هذا المنصب من 4 مارس 1873 حتى وفاته في 22 نوفمبر 1875. إلا أن عمله في المنصب أصبح محدودا بعد تعرضه لسكتة دماغية في مايو 1873، واستمرت صحته في التدهور إلى أن تعرض لسكتة قاتلة أثناء عمله في مبنى كابيتول الولايات المتحدة في أواخر عام 1875.
عرف ويلسون طوال حياته المهنية بنصرته لقضايا كانت غير شعبية في بعض الأحيان، بما في ذلك إلغاء الرق وحقوق العمال لكل من السود والبيض. واعتبره السياسي جورج فريزبي هور من ماساتشوستس أبرع منظم سياسي في البلاد. إلا أن سمعته كرجل نزيه وسياسي ذا مبدأ قد تضررت في زمن متأخر من حياته المهنية في مجلس الشيوخ بسبب ضلوعه في فضيحة كريديه موبيلير.

## بداية حياته وتعليمه
وُلد هنري ويلسون في فارمينغتون، نيو هامشير، في يوم 16 فبراير عام 1812، وكان واحدًا من عدة أطفال وُلدوا لوينثروب وأبيغيل (ويثام) كولباث. سماه والده جيريماياه جونز كولباث تيمنًا بجار ثري لهم كان عازبًا أبتر، آملًا دون جدوى بأن ينتج عن هذه البادرة تركة ما. كان وينثروب كولباث من خبراء ميليشيات حرب 1812، عمل أجيرًا باليومية ووظف نفسه لدى المزارع والأعمال التجارية المحلية، بالإضافة إلى إدارته منشرةً من وقت لآخر.
كانت عائلة كولباث فقيرة، وبعد تعليم أساسي وجيز، أُلزم ويلسون بعقد عمل في مزرعة مجاورة في عمر العاشرة، حيث عمل أجيرًا لعشر سنوات تلَت. خلال هذه الفترة، أعطاه اثنين من الجيران كتبًا وعزز ويلسون تعليمه الهزيل بالتوسع في القراءة حول التاريخ والسير الإنجليزية والأميركية. مُنح في نهاية خدمته «ستة خراف ونيرًا تجره الثيران». باع ويلسون حيواناته مباشرة بـ 85$ (ما يعادل 2.100$ تقريبًا في عام 2018)، وكان هذا أول مبلغ مالي كسبه خلال عقد عمله.
على ما يبدو أن اسم الولادة الذي مُنح لويلسون لم يُعجبه، رغم اختلاف الأسباب المعطاة. تُشير بعض المصادر إلى أنه لم يكن مقربًا لعائلته، أو أنه كره الاسم بسبب إسراف والده المفترض وظروفه المالية المتواضعة. يُشير آخرون إلى أنه كان يُدعى «جيد» و «جيري»، وكره هذه الأسماء المستعارة لدرجة أنه عزم على تغيير اسمه. مهما كانت الأسباب، عندما أتم 21 سنة قدم طلبًا لمحكمة نيو هامشير العامة لتغيير اسمه قانونيًا. اختار اسم هنري ويلسون، مسلتهمًا إياه إما من سيرة أو من مدرس في فيلادلفيا أو من صورة شخصية وردت في كتاب حول رجال الإكليروس الإنجليز.
(يبدو أن الأفكار القائلة إن نتيجة تغيير اسمه كانت ازدراء والده له وابتعاد عائلته عنه تكذبها حقيقة أن بعض أقربائه تبعوه عندما استقر في ناتيك، ماساتشوستس، ومن بينهم أخوه جورج إيه. كولباث. بالإضافة إلى انتقال وينثروب وأبيغيل كولباث إلى ناتيك أيضًا في عام 1848. مات وينثروب هناك في عام 1860، وأبيغييل في عام 1866).

## حياته المهنية
بعد إخفاقه في إيجاد عمل في نيو هامشير، مشى ويلسون في عام 1833 أكثر من مئة ميل إلى ناتيك بولاية ماساتشوستس، باحثًا عن وظيفة أو تجارة. بعد أن التقى بويليام بّي. ليغرو، وهو صانع أحذية كان مستعدًا لتمرينه، وظف ويلسون نفسه لمدة خمسة أشهر في سبيل تعلم صناعة أحذية جلدية تدعى بالبروغانات. تعلم ويلسون التجارة في أسابيع قليلة، اشترى عقد توظيفه بـ 15 دولارًا وافتتح متجره الخاص، ناويًا ادّخار ما يكفي من المال لدراسة القانون. لاقى ويلسون نجاحًا في مهنة صناعة الأحذية، واستطاع ادّخار عدة مئات من الدولارات في وقت قصير نسبيًا. أثار النجاح أساطير حول مهارة ويسلون؛ وفقًا لإحدى القصص التي تعاظمت بإعادة سردها، حاول مرة صناعة مئة زوج من الأحذية دون أن ينام، وعندما غط في النوم كان ممسكًا بالزوج رقم مئة. قادت تجربة ويلسون في صناعة الأحذية إلى خلق أسمائه السياسية المستعارة التي استخدمها داعموه في إلقاء الضوء على جذور طبقته العاملة، إاسكافيّ ناتيك» و«صانع أحذية ناتيك».
قرأ ويلسون خلال هذا الوقت على نطاق واسع وانضم إلى مجتمع نقاش ناتيك، حيث تطور إلى خطيب بارع. تضررت صحة ويلسون نتيجة ساعات العمل الطوال في صناعة الأحذية، وسافر إلى فرجينيا لاستردادها. أثناء توقفه في واشنطن العاصمة، سمع مناقشات نيابية حول العبودية وإبطالها، ورصد تشتيت شمل عائلات أميركية أفريقية بالبيع والشراء في تجارة رقيق واشنطن. عزم ويلسون على تكريس نفسه «لقضية تحرير العبيد في أميركا»، وبعد استرداد صحته عاد إلى نيو إنجلاند، حيث طور تعليمه بارتياد عدة أكاديميات جديدة في نيو هامشير، من بينها مدارس في سترافورد، وولف بورو، وكونكورد.
بعد أن أنفق جزءًا من مدخراته على أسفاره وتعليمه، وخسر بعضها نتيجة دين لم يُسدّ، عمل ويلسون مدرسًا ليوفي ديونه ويبدأ ادخار المال مجددًا، ناويًا بدء تجارة خاصة به. بادئًا باستثمار قيمته اثنا عشر دولارًا فقط، أسس ويلسون شركة تصنيع أحذية. ثبُت نجاح هذا المشروع، ووظف ويلسون في النهاية أكثر من 100 عامل.

## روابط خارجية
- هنري ويلسون على موقع الموسوعة البريطانية (الإنجليزية)
- هنري ويلسون على موقع إن إن دي بي (الإنجليزية)